# البطولات الوطنية الأمريكية 1940 (كرة مضرب)
قائمة بالأبطال في 1940 البطولات الوطنية الأمريكية لكرة المضرب (المعروفة الآن باسم أمريكا المفتوحة):

## الكبار

### فردي رجال
دونالد ماكنايل هزم  بوبي ريجز 4-6 6-8 6-3 6-3 7-5

### فردي سيدات
آليس ماربيل هزم  هيلين جاكوبز 6-2, 6-3